# Ban Bí thư Ban Chấp hành Trung ương Đảng Cộng sản Nga khóa VIII (1919–1920)
Ban Bí thư Ban Chấp hành Trung ương Đảng Cộng sản Nga khóa VIII (1919-1920) được bầu tại Hội nghị Trung ương lần thứ nhất của Ban chấp hành Trung ương Đảng Cộng sản Nga (Bolsheviks) khóa VIII được tổ chức ngày 25/3/1919.

## Ủy viên
| Tên (sinh–mất)                 | Bắt đầu    | Kết thúc | Thời gian      | Ghi chú |
| ------------------------------ | ---------- | -------- | -------------- | --- |
| Nikolay Krestinsky (1886–1937) | 29/11/1919 | 5/4/1920 | 128 ngày       | Bầu Bí thư trách nhiệm, và Bí thư, tại Hội nghị lần thứ 8.                                                     |
| Elena Stasova (1873–1966)      | 25/3/1919  | 5/4/1920 | 1 năm, 11 ngày | Bầu Bí thư trách nhiệm tại Hội nghị lần thứ nhất, và giảm bớt chức vụ tại Hội nghị lần thứ 8 trở thành ủy viên |